# 北魏攻后燕之战
北魏攻后燕之战，396年（后燕永康元年，北魏皇始元年）八月至398年正月，在北魏统一北方过程中，北魏皇帝拓跋珪率大军南下，攻占后燕国都中山（今河北省定州市），大败后燕的战争。
魏、燕参合陂之战（今内蒙古凉城县东北）后，后燕国力大损。后燕皇帝慕容垂不久病死，太子慕容宝继位。北魏皇帝拓跋珪为取得中原，乘机于396年八月，率步骑四十余万大举攻燕，南出马邑（今山西省朔州市），越句注山，派遣左将军李栗率五万骑兵为前驱，派将封真等从东道出军都关（今居庸关），攻打后燕幽州（治今北京市）。九月，魏军在晋阳城外击败并州牧慕容农，攻克晋阳（并州治所，今太原市西南），慕容农只身逃归中山。出军都的步骑魏军攻克渔阳（今北京市密云区西）。拓跋珪取并州后，继续率军东进，直抵后燕国都中山。后燕皇帝慕容宝修城坚守中山，派慕容农出兵安喜（今河北省定州市东南），作为戒备。一切军务，都委任给赵王慕容麟。十月，拓跋珪派冠军将军于栗磾、宁朔将军公孙兰率步骑军二万，偷偷地从晋阳开韩信旧道，直抵井陉关（今河北省井陉县西北）。拓跋珪先攻下常山（今河北省正定县）。常山以东各郡县守令有的逃跑有的投降，只有中山、邺城（今河北省临漳县西南）、信都（今河北省冀州市）三城被燕军坚守。十一月，拓跋珪命东平公拓跋仪率五万骑兵攻打邺城，冠军将军王建、左将军李栗攻信都，亲自率大军攻中山，没有攻克。拓跋珪认为中山城固，急攻损伤士兵，久攻耗费粮草，于是率军南下。十二月，北魏别部大人没根率新兵数十人降后燕，请兵攻打北魏，其侄丑提在并州任监军，也率所部回国作乱。
397年二月，慕容宝知道北魏有内乱，不应拓跋珪的请和，调集步兵十二万、骑兵三万七千屯守柏肆（今河北省石家庄市藁城区北15公里）在滹沱河北筑軍营，向魏军挑战。拓跋珪率军到柏肆，在滹沱河南筑营。慕容宝派万余人为先峰，夜渡滹沱河，攻打魏营，亲率大军到魏营之北布阵，作为后援。燕军夜袭魏营，凭借风勢放火，猛攻魏营，魏军大乱。拓跋珪很快召集军队，在营外多设火把，纵骑兵冲击，大败燕军，斩俘万余人，慕容宝率军渡河退回。第二天，拓跋珪整军过河，与燕军对峙。慕容宝见燕军士气丧失，率军向中山败退，拓跋珪追击，多次打败燕国后軍。慕容宝怕自己被魏军追上，让士卒弃甲，不顾大军，仅率二万骑逃回中山。当时有大风雪，冻死者无数，所抛弃的将士及文武大臣，很多人降魏或被俘虏。拓跋珪在柏肆战胜燕军，派兵回国平定内乱，然后再次进攻中山。三月，后燕发生内乱，慕容麟谋杀慕容宝未成，出奔。慕容宝等逃到龙城（今辽宁省朝阳市），分派西河公库傉官伟率兵三千帮助慕容详守中山。五月，库傉官伟与慕容详发生内讧，被杀。拓跋珪在中山攻打慕容详一个多月不下，退军就食河间（今河北省河间市南）。慕容详在中山城自立为皇帝。七月，慕容麟率众攻下中山，杀死慕容详自立。八月，拓跋珪移兵常山九门（今河北省石家庄市藁城区西北）。九月，中山城中缺粮，慕容麟率二万骑兵驻守新市（今河北省新乐县西南），被拓跋珪攻击。十月，慕容麟战败，率数十骑兵逃奔邺城。拓跋珪攻入中山，后燕降北魏的公卿尚书将士达二万人。拓跋珪攻克中山后，派骑兵三万增援拓跋仪进攻邺城。
398年正月，后燕范阳王慕容德从邺城率户四万，南迁到滑台（今河南省滑县东）。拓跋仪率军进入邺城，追赶慕容德至黄河而归，北魏伐后燕之战结束。